# Liste de ponts d'Indre-et-Loire

## Ponts de longueur supérieure à 100 m
Les ouvrages de longueur totale supérieure à 100 m du département d’Indre-et-Loire sont classés ci-après par gestionnaires de voies.

### Ville de Tours
- La passerelle Fournier enjambant le faisceau ferroviaire pour relier les quartiers Sanitas et Velpeau.

## Ponts de longueur comprise entre 50 m et 100 m
Les ouvrages de longueur totale comprise entre 50 et 100 m du département d’Indre-et-Loire sont classés ci-après par gestionnaires de voies.

## Ponts selon la voie d’eau franchie
Les ouvrages franchissant les cours d’eau importants du département d’Indre-et-Loire sont recensés ci-après

### Ponts sur la Loire
- Pont de Chouzé-sur-Loire, RD 749, Chouzé-sur-Loire - Avoine
- Pont suspendu de Langeais, RD 57, Langeais - La Chapelle-aux-Naux, premier prix du concours Lumière 2007
- Pont de l'A85, Cinq-Mars-la-Pile - Villandry
- Pont ferroviaire, Villandry
- Pont de Saint-Cosme, rocade de Tours, RD37, Saint-Cyr-sur-Loire - La Riche
- Pont Napoléon, Tours
- Pont Wilson, Tours (Pont de pierre, voie communale ancienne route nationale 10)
- Pont d'Eudes, Tours (Vieux pont du XIe siècle, vestiges)
- Passerelle Saint-Symphorien (« Pont de Fil », passerelle piétonne et cyclable)
- Pont Mirabeau, Tours
- Pont de l'A10, Tours - Saint-Pierre-des-Corps
- Pont Charles de Gaulle, rocade de Tours, RD142, Vouvray - Montlouis-sur-Loire
- Pont ferroviaire du TGV, Vouvray - Montlouis-sur-Loire
- pont ferroviaire de Montlouis-sur-Loire
- Pont du Général-Leclerc, RD 431, Amboise
- Pont Michel Debré, RD31, Pocé-sur-Cisse - Amboise

### Ponts sur le Cher
- Pont, D 80, Chisseaux - Francueil
- Château de Chenonceau
- Pont, D 81, Civray-de-Touraine
- Pont d'Amboise, D 31F, La Croix-en-Touraine - Bléré
- Pont de la rocade de Bléré, D 31, La Croix-en-Touraine - Bléré
- Pont de Chandon, D 83, Saint-Martin-le-Beau - Athée-sur-Cher
- Pont d'Azay, D 82, Azay-sur-Cher
- Pont de Véretz, D 85, Véretz
- Pont du TGV, TGV Atlantique, Larçay - Montlouis-sur-Loire
- Pont d'Arcole, Tours - Saint-Avertin
- Pont de l'A10, Tours - Saint-Avertin
- Pont ferroviaire (deux ouvrages de part et d'autre de l'île Balzac), ligne Paris - Bordeaux, Tours
- Pont du Sanitas, RD 910, Tours
- Pont tramway, première ligne de tramway de l'agglomération de Tours, Tours
- Passerelle du Fil d'Ariane, Tours
- Pont de Saint-Sauveur, Tours
- Pont du Plessis, RD 37, La Riche - Joué-lès-Tours
- Pont de Savonnières, D 288, Savonnières.

## Ponts présentant un intérêt architectural
Les ponts d’Indre-et-Loire inscrits à l’inventaire national des monuments historiques sont recensés ci-après.
- Pont - Azay-le-Rideau - XVIe siècle
- Vestiges du Pont sur l'Indre du XVe siècle - Chambourg-sur-Indre - XVe siècle
- Pont sur la Vienne - Chinon - XIIe siècle ; XVIIIe siècle ; XIXe siècle ; XXe siècle
- Vestiges de l'Arche du Pin - Joué-lès-Tours - XIIIe siècle
- Pont - Rigny-Ussé - XVIe siècle
- Pont - Saint-Germain-sur-Vienne - Haut Moyen Âge
- Pont Bonaparte, puis Pont de Saint-Cyr, actuellement Pont Napoléon - Tours - XIXe siècle ; XXe siècle
- Pont d'Eudes, dit Vieux Pont - Tours - XIe siècle ; XVe siècle ; XVIe siècle  ; XVIIe siècle ; XVIIIe siècle
- Pont de Bordeaux - Tours - XIXe siècle
- Passerelle Saint-Symphorien dite Pont de Fil - Tours - XIXe siècle ; XXe siècle
- Pont de la Vendée - Tours - XIXe siècle ; XXe siècle
- Pont Wilson dit Pont de pierre - Tours - XVIIIe siècle ; XIXe siècle ; XXe siècle
- Longs Ponts - Tours - XIIIe siècle ; XVe siècle ; XVIe siècle ; XVIIe siècle
- Passerelle Fournier - Tours - XIXe siècle
- Pont du Milieu - Tours - XIXe siècle
- Pont du Sanitas - Tours - XVIIIe siècle ; XIXe siècle ; XXe siècle
- Pont Saint Eloi - Tours - Haut Moyen Âge ; XVe siècle ; XVIe siècle
- Pont Sainte-Anne - Tours - Haut Moyen Âge ; XVe siècle ; XVIe siècle ; XVIIe siècle
- Pont Saint-Sauveur - Tours - XIIe siècle ; XVIe siècle ; XVIIe siècle ; XIXe siècle ; XXe siècle

## Sources
Bases de données Mérimée du Ministère de la Culture.